# Sant Pol de Mar
Sant Pol de Mar ist eine Ortschaft an der spanischen Costa del Maresme in der Comarca Maresme. Die Einwohnerzahl beträgt 5.834 (Stand: 2024).
Sant Pol befindet sich ungefähr 50 km von Barcelona entfernt zwischen Canet de Mar und Calella. Der Ort liegt an der N-II und an der Küstenbahnstrecke der RENFE. Das Gemeindegebiet wird von der Maresme-Autobahn (C-32) sowie von der Nationalstraße N-II durchquert. Über eine Landstraße ist Sant Pol mit Arenys de Munt verbunden.

## Sehenswürdigkeiten
- Gotische Kirche Sant Jaume aus dem 16.–17. Jahrhundert
- Romanische Einsiedelei Sant Pau aus dem 10.–12. Jahrhundert

## Gastronomie
Der Ort ist ein gastronomisches Zentrum in der Region. Weltweit bekannt ist Carme Ruscalledas Drei-Sterne-Restaurant Sant Pau. Zahlreiche Feinbäckereien und Lebensmittel- und Delikatessengeschäfte locken zum Einkauf. Ferner gibt es in Sant Pol eine Fachschule für Hotellerie und Tourismus.

## Fotogalerie

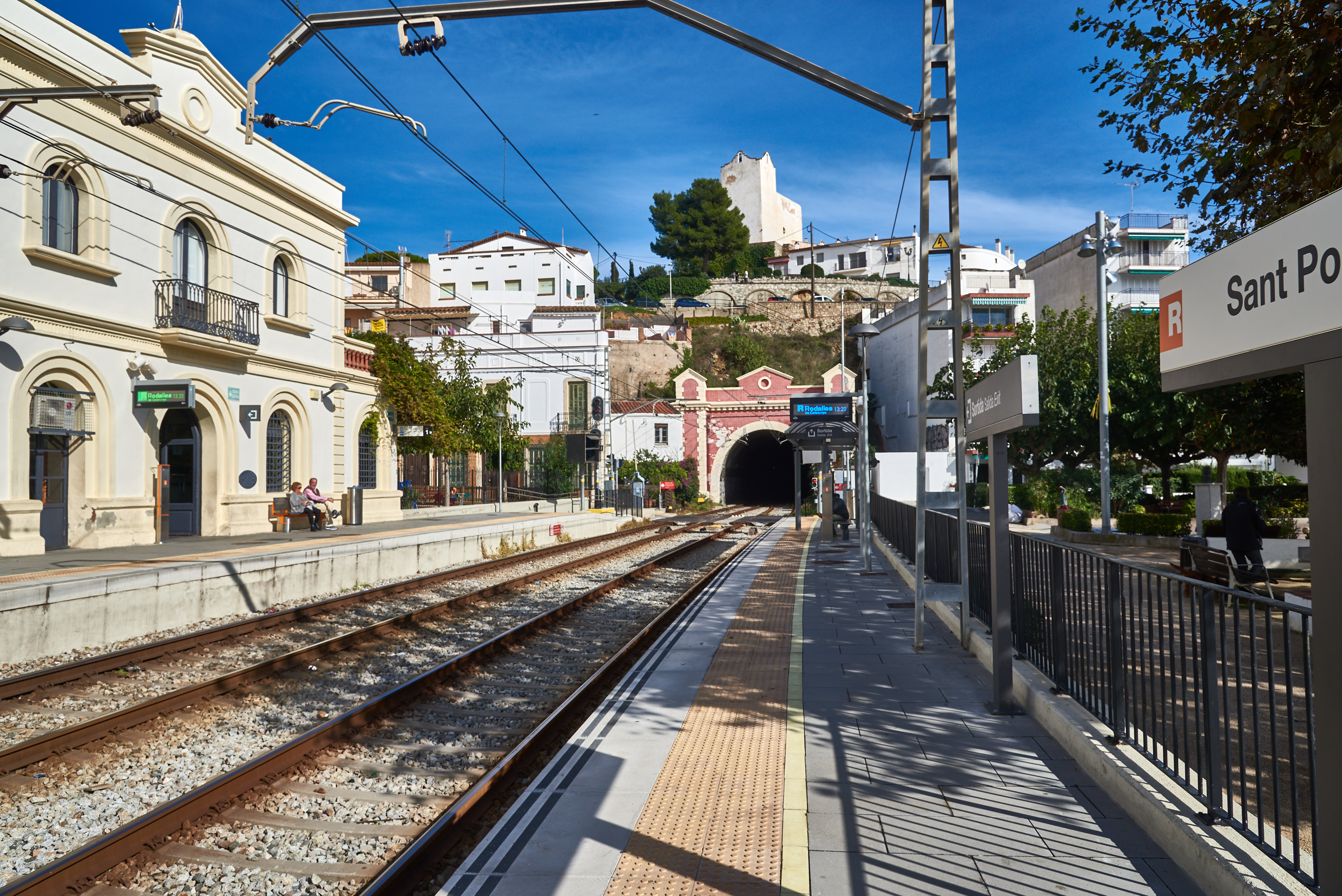
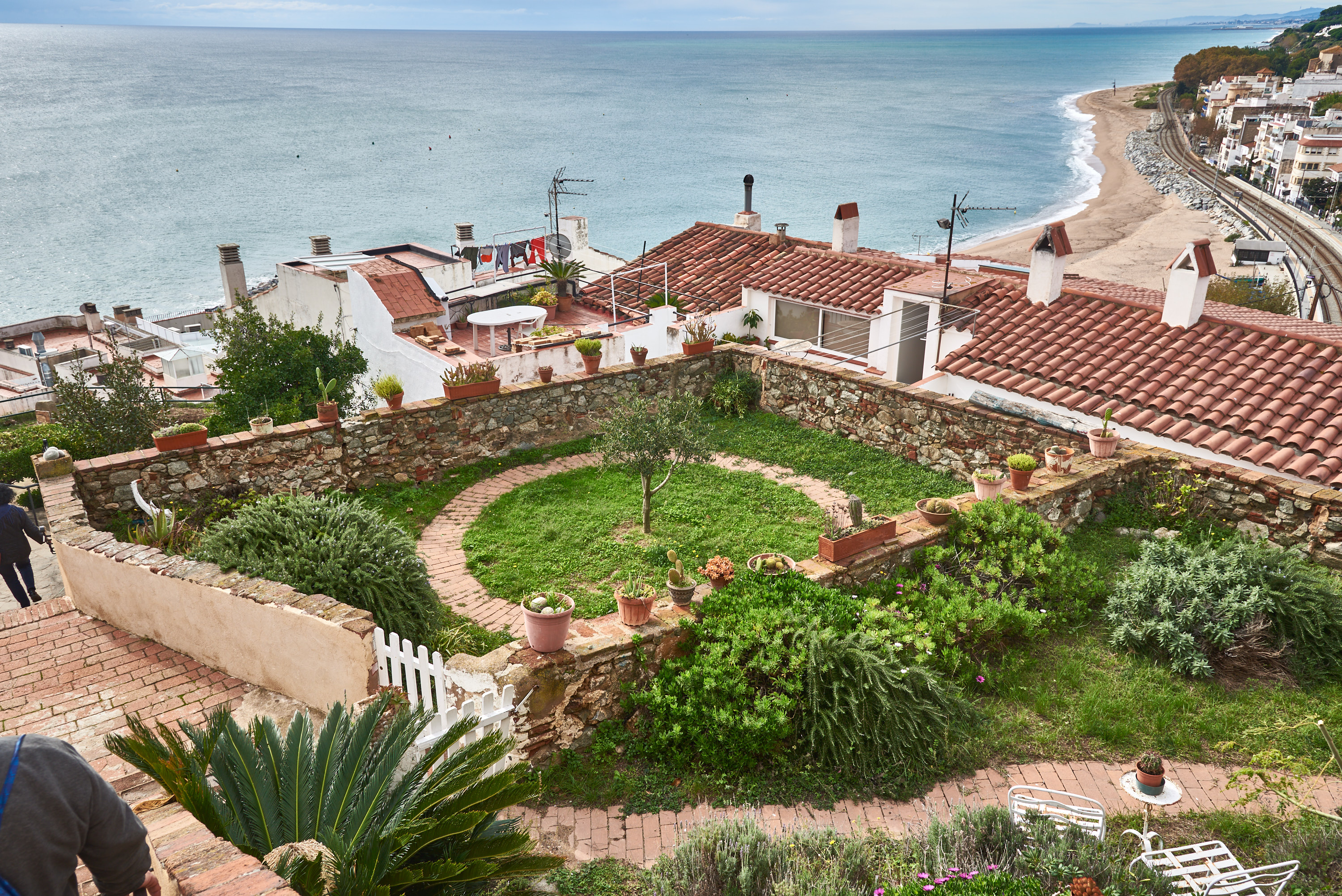
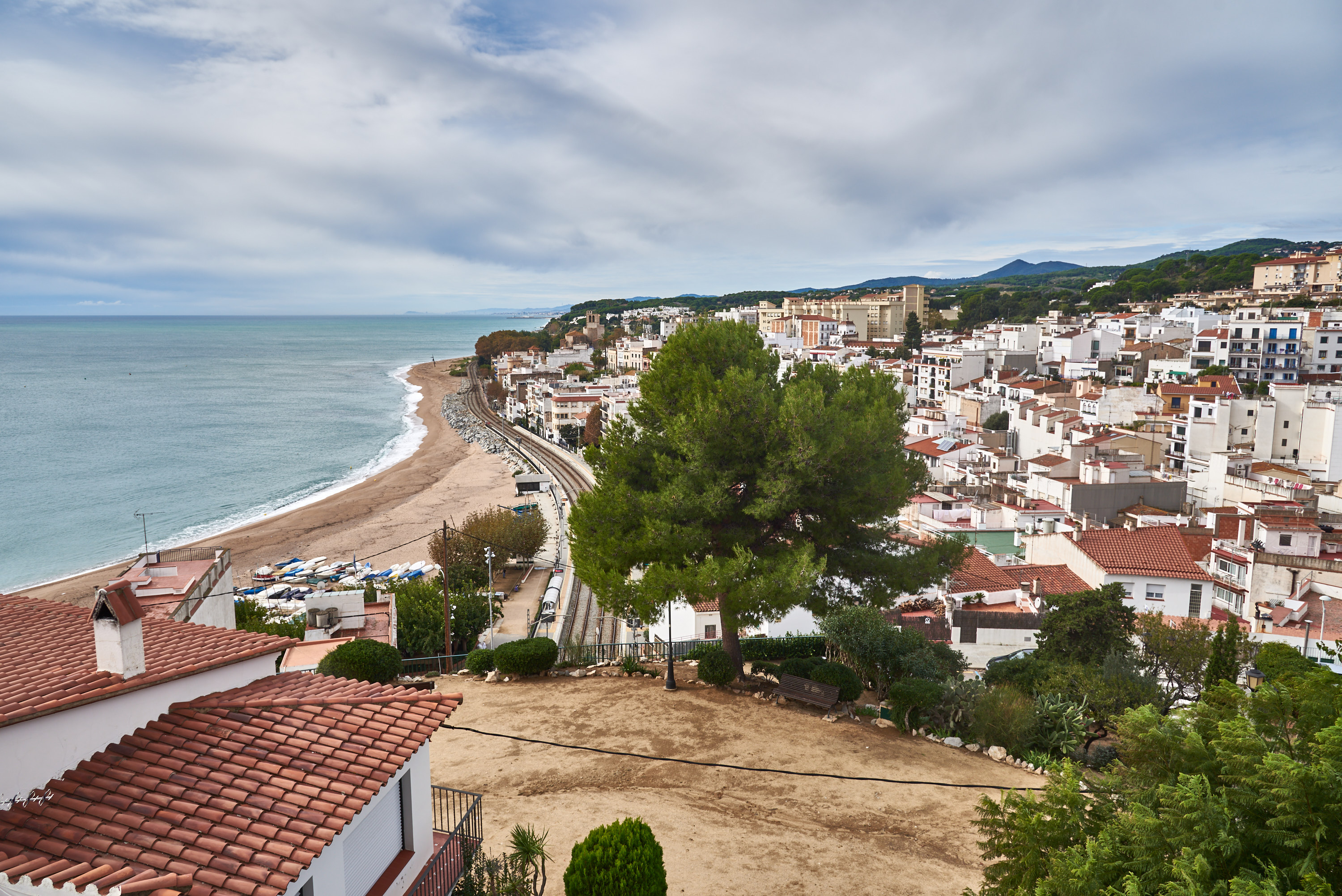
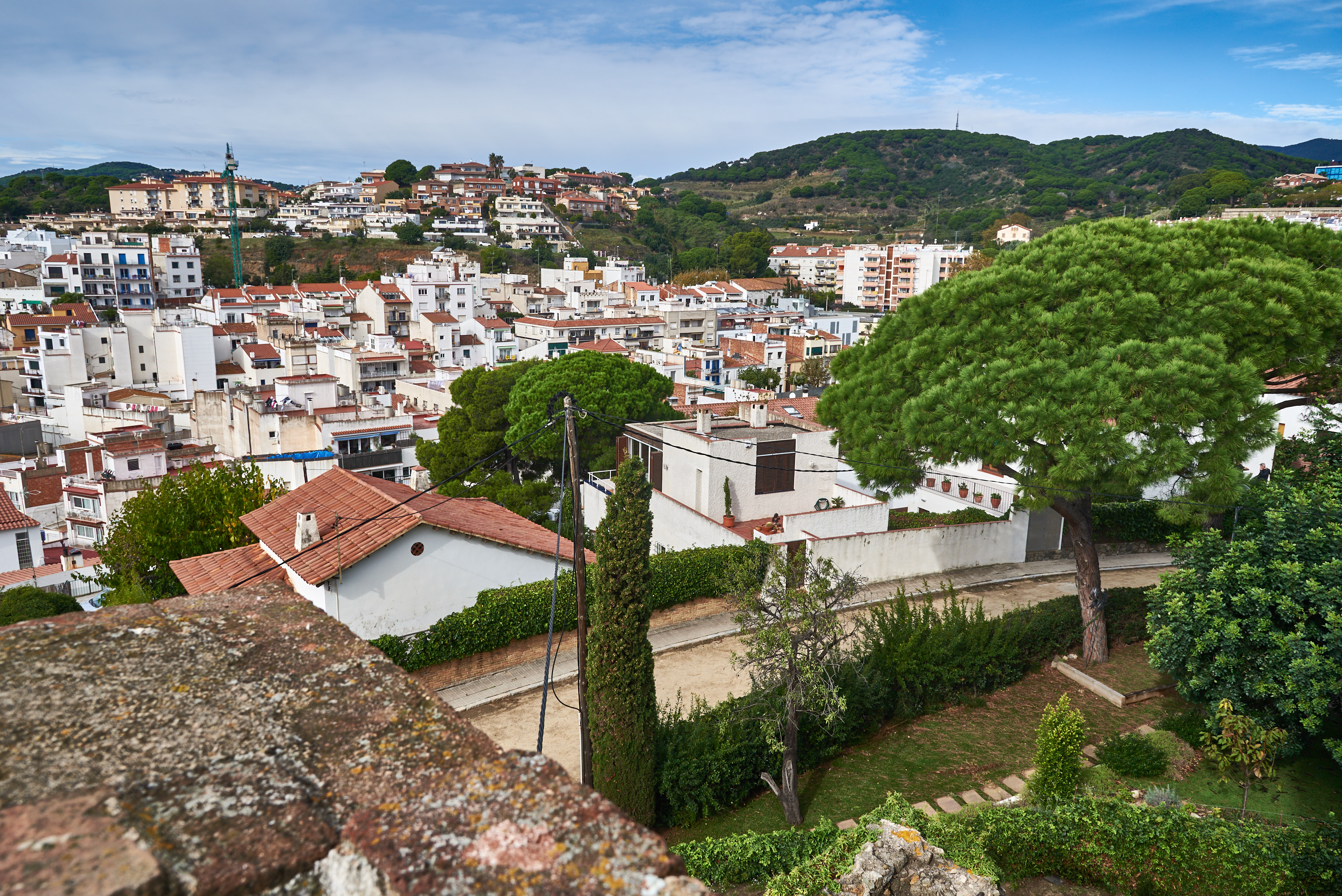